# Valendas
Valendas (im lokalen Walserdialekt Falädòòs [falæˈdɔːs]; in der rätoromanischen Nachbarschaft Valendau [ˌvalənˈdaʊ̯]ⓘ) ist eine Ortschaft in der Gemeinde Safiental, Region Surselva, im Schweizer Kanton Graubünden.
Bis zum 31. Dezember 2012 war Valendas eine eigenständige politische Gemeinde im damaligen Kreis Ilanz, Bezirk Surselva. Am 1. Januar 2013 fusionierte sie mit den Gemeinden Versam, Safien und Tenna zur neuen Gemeinde Safiental und wechselte dabei in den damaligen Kreis Safien. Valendas gilt als Ortsbild von nationaler Bedeutung.

## Geographie
Der Ort liegt auf einer Terrasse über der rechten Seite der Vorderrheinschlucht (Ruinaulta) am Nordhang des Piz Riein auf einer Höhe von 810 m. Neben dem Dorf gehören die Weiler Brün, Carrera, Dutjen (bestehend aus Ober- und Unterdutjen) und Turisch sowie Einzelgehöfte zur ehemaligen Gemeinde. Der tiefste Punkt des ehemaligen Gemeindegebietes liegt auf einer Höhe von 635 Metern, der höchste Punkt ist der Tällistock (2604 m).
Vom gesamten ehemaligen Gemeindegebiet von beinahe 23 km² sind 1110 ha bewaldet und 635 ha Gebirge. Nur 98 der 493 ha des landwirtschaftlich nutzbaren Bodens sind Maiensässe. Der Rest des ehemaligen Gemeindeareals von 41 ha ist Siedlungsfläche.

## Geschichte

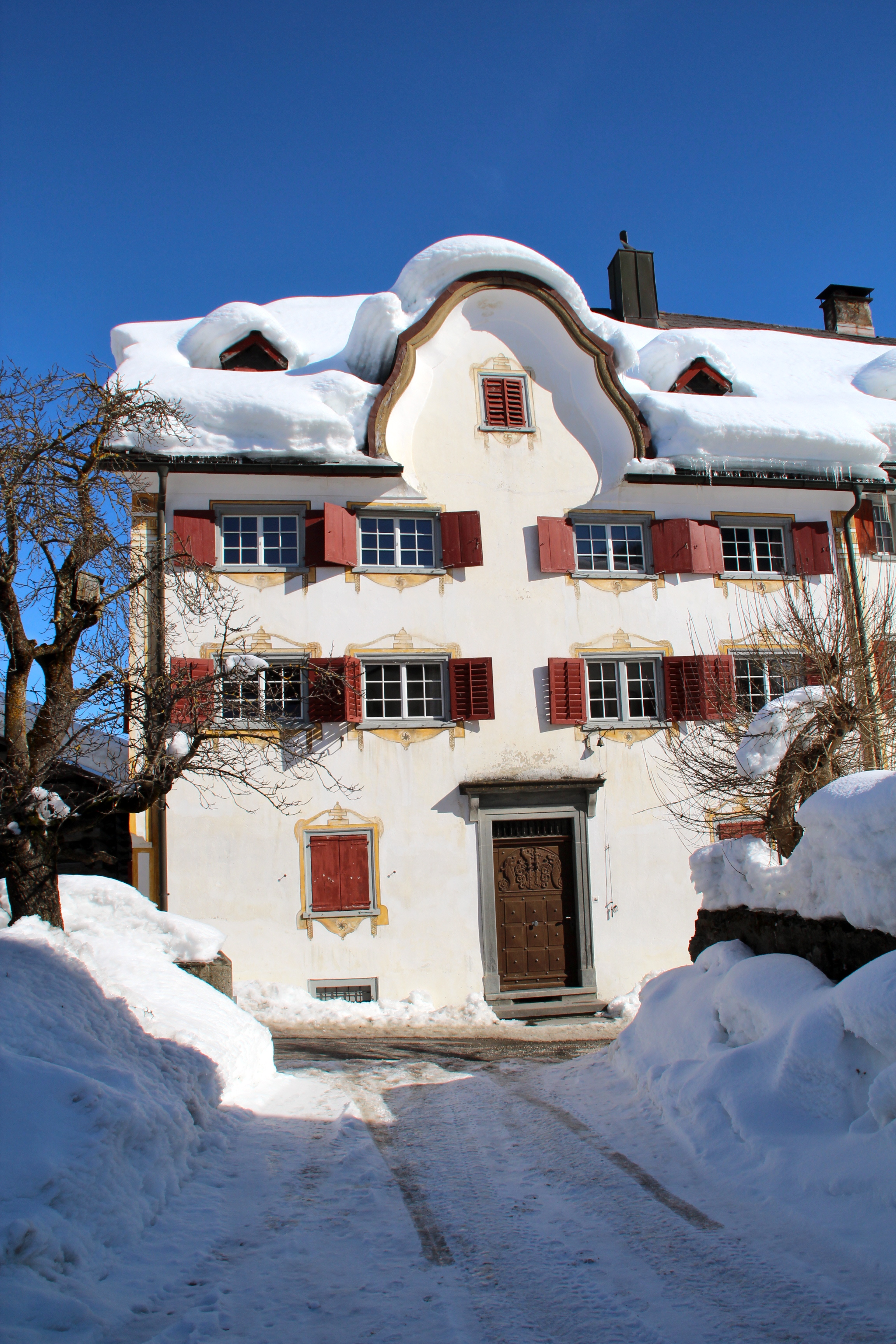
Unteres Marchionhaus

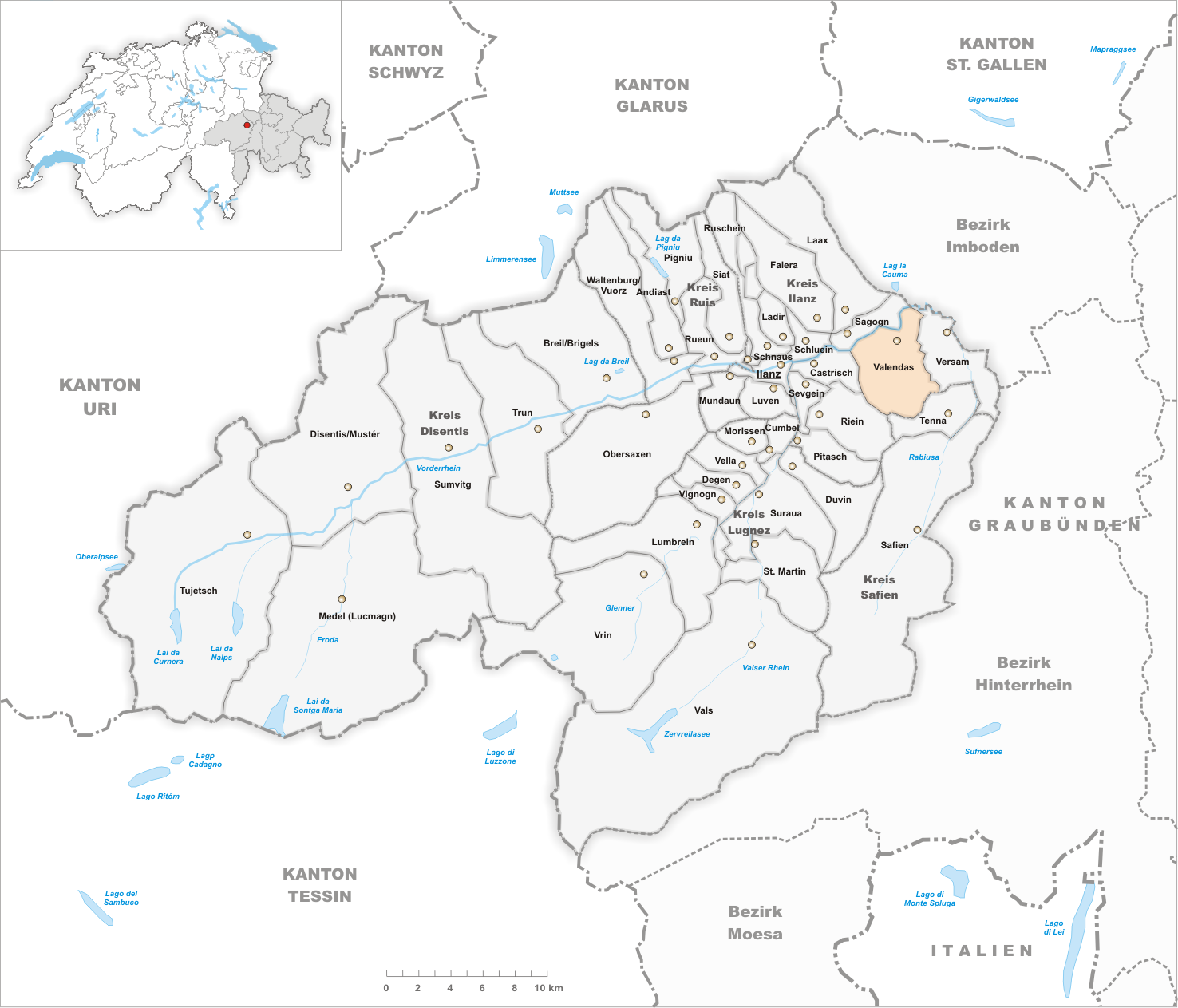
Gemeindestand vor der Fusion am 1. Januar 2013

Valendas. Luftbild von Werner Friedli (1947)

In Valendas gibt es einen Depotfund aus der Bronzezeit. Die ab dem 8. Jahrhundert besiedelte Ackerbaulandschaft besass beträchtliche Ausbaureserven vor allem im hochmittelalterlichen Königsforst, in dem nur wenige von romanischen Rodungsbauern bewohnte Höfe lagen. Im Testament von Bischof Tello von 765 wird der Ort unter dem Namen Valendano erstmals erwähnt. Im 12. Jahrhundert taucht ein Adelsgeschlecht von Valendas auf. Der – wohl vordeutsche – Ortsname Valendas kann nicht sicher gedeutet werden. Herrschaft und Burg  hatten die 1258 erstmals erwähnten gleichnamigen Herren Valendas inne, deren Grundherrschaft bis 1383 auch Tenna und damit die alte Verbindung ins Safiental über das Tenner Chrüz einschloss. Güter besassen ebenfalls die Klöster Pfäfers und Churwalden. Die Hoheitsrechte des ursprünglich bischöflichen Lehens hatten nach dem Aussterben der Vazer bis 1428 die Werdenberger bzw. Rhäzünser inne. Um 1500 existierten in der Herrschaft Valendas sowohl Herrschaftsleute als auch Freie (altfreie Romanen sowie eingewanderte freie Walser). Die Freien, ab 1383 dem Gericht der Freien von Laax angeschlossen, besassen eigene wirtschaftliche und rechtliche Körperschaften, was nach dem Anschluss der gesamten Herrschaft Valendas an die Gerichtsgemeinde Gruob 1428 zu jahrhundertelangen Kompetenzstreitigkeiten führte.

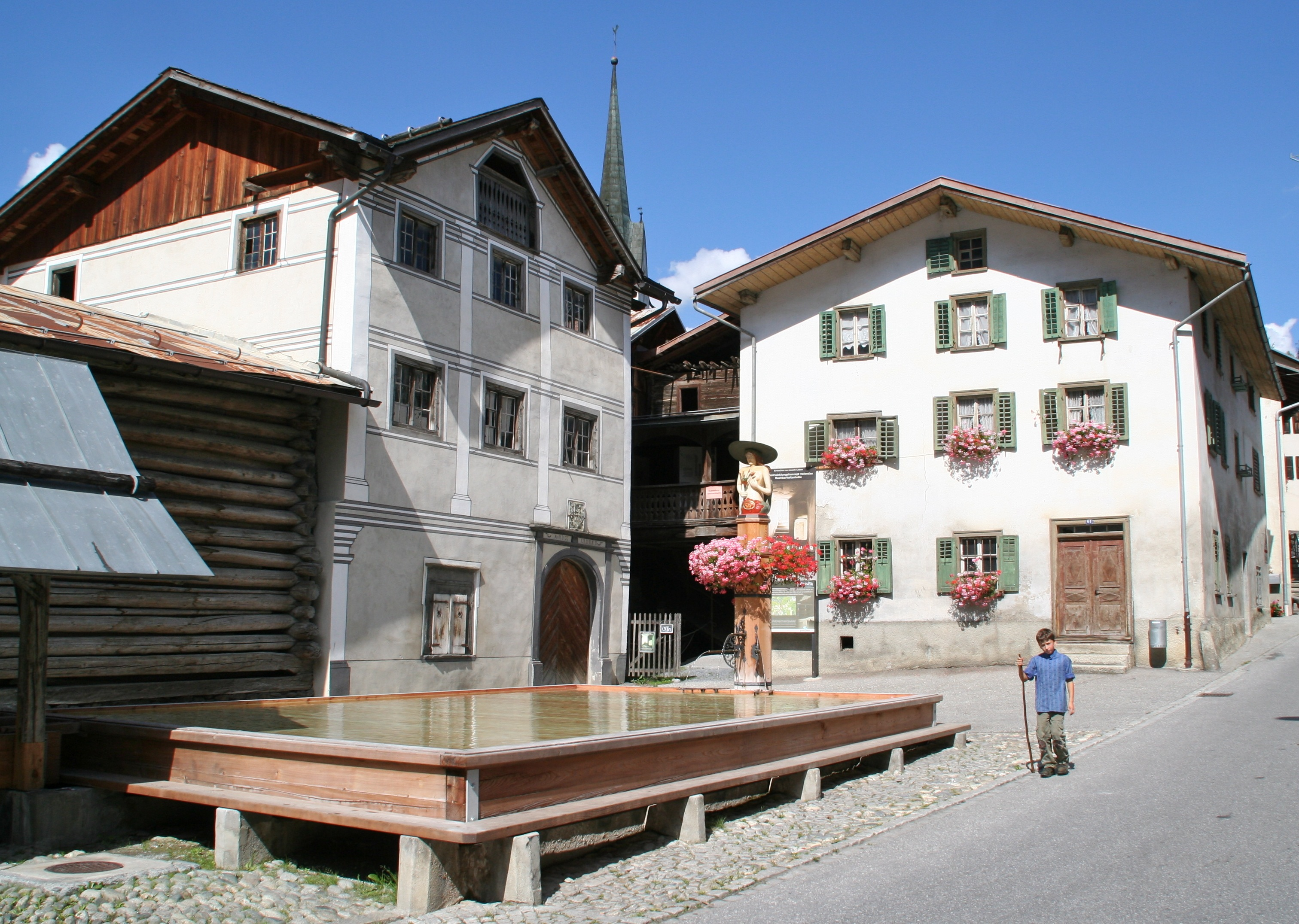
Hölzerner Brunnen, links das Grauhuus, rechts das Engihuus

In der zweiten Hälfte des 14. Jahrhunderts begann die Niederlassung deutschsprachiger Walser in Rand- und Höhenlagen. Das Dorfzentrum wurde erst im 15. Jahrhundert allmählich germanisiert. Die Kirche St. Blasius wird erstmals 1384 erwähnt; die Reformation erfolgte 1523. Die Einwohner kauften sich 1526 vom Zehnten frei und erwarben 1529 die Burg Valendas, welche danach zerfiel. Zur Pfarrei wie zur Herrschaft Valendas gehörte im Mittelalter auch die Nachbarschaft Versam (ohne Sculms), die sich ab dem 17. Jahrhundert zuerst kirchlich und dann bis ins frühe 19. Jahrhundert auch politisch von Valendas löste.  Viehwirtschaft und Ackerbau sind die traditionellen Haupterwerbsquellen. Die Fahrstrasse Bonaduz–Valendas–Ilanz wurde 1880/1881 angelegt, die Station Valendas-Sagogn der Rhätischen Bahn 1903. Eine Melioration wurde bis 1985 durchgeführt.

## Wappen
| Wappen von Valendas | Blasonierung: «In Blau ein aufrecht stehender goldener (gelber) Löwe, begleitet von drei goldenen Kugeln (2:1)» |
| Wappen von Valendas | Das Wappen ist eine Kombination der Wappen der Herren von Valendas, drei schwarze Kugeln in Silber (Weiss), mit dem Wappen der mit ihnen verschwägerten Mont auf Löwenberg, das auch die Farben des ehemaligen Gemeindewappens bestimmte. |

## Bevölkerung
| Bevölkerungsentwicklung | Bevölkerungsentwicklung | Bevölkerungsentwicklung | Bevölkerungsentwicklung | Bevölkerungsentwicklung | Bevölkerungsentwicklung | Bevölkerungsentwicklung | Bevölkerungsentwicklung |
| ----------------------- | ----------------------- | ----------------------- | ----------------------- | ----------------------- | ----------------------- | ----------------------- | ----------------------- |
| Jahr                    | 1803                    | 1850                    | 1900                    | 1950                    | 2000                    | 2004                    | 2012                    |
| Einwohner               | 463                     | 555                     | 499                     | 441                     | 294                     | 306                     | 288                     |

Ursprünglich bestand die Bevölkerung aus Bündnerromanen. Die Weiler dagegen wurden von Walsern besiedelt. Bereits vor Jahrhunderten besiedelten diese dann auch das Dorf, so dass heute die gesamte Ortschaft deutschsprachig ist. Von den Ende 2004 306 Bewohnern waren 295 Schweizer Staatsangehörige. Die ehemalige Gemeinde ist traditionell reformierter Konfession.

## Verkehr
Die ehemalige Gemeinde ist durch die Postautolinie Ilanz–Versam ans Netz des öffentlichen Verkehrs angeschlossen. Ausserdem teilt sie mit Sagogn die Haltestelle Valendas-Sagogn der Rhätischen Bahn. Westlich der Haltestelle verbindet die Rheinbrücke Valendas-Sagogn die beiden Dörfer Valendas und Sagogn.

## Filmkulisse
2015 diente Valendas als Drehort für den Schweizer Spielfilm Gotthard, der im Dezember 2016 erstmals ausgestrahlt wurde. Der historische Ortskern ersetzte den eigentlichen Schauplatz Göschenen. Für die Filmaufnahmen wurden alle Hinweise auf die Gegenwart aus dem Ortsbild entfernt, Hausfassaden wurden auf alt getrimmt und die Kantonsstrasse wurde mit einem Kiesbelag versehen.

## Sehenswürdigkeiten

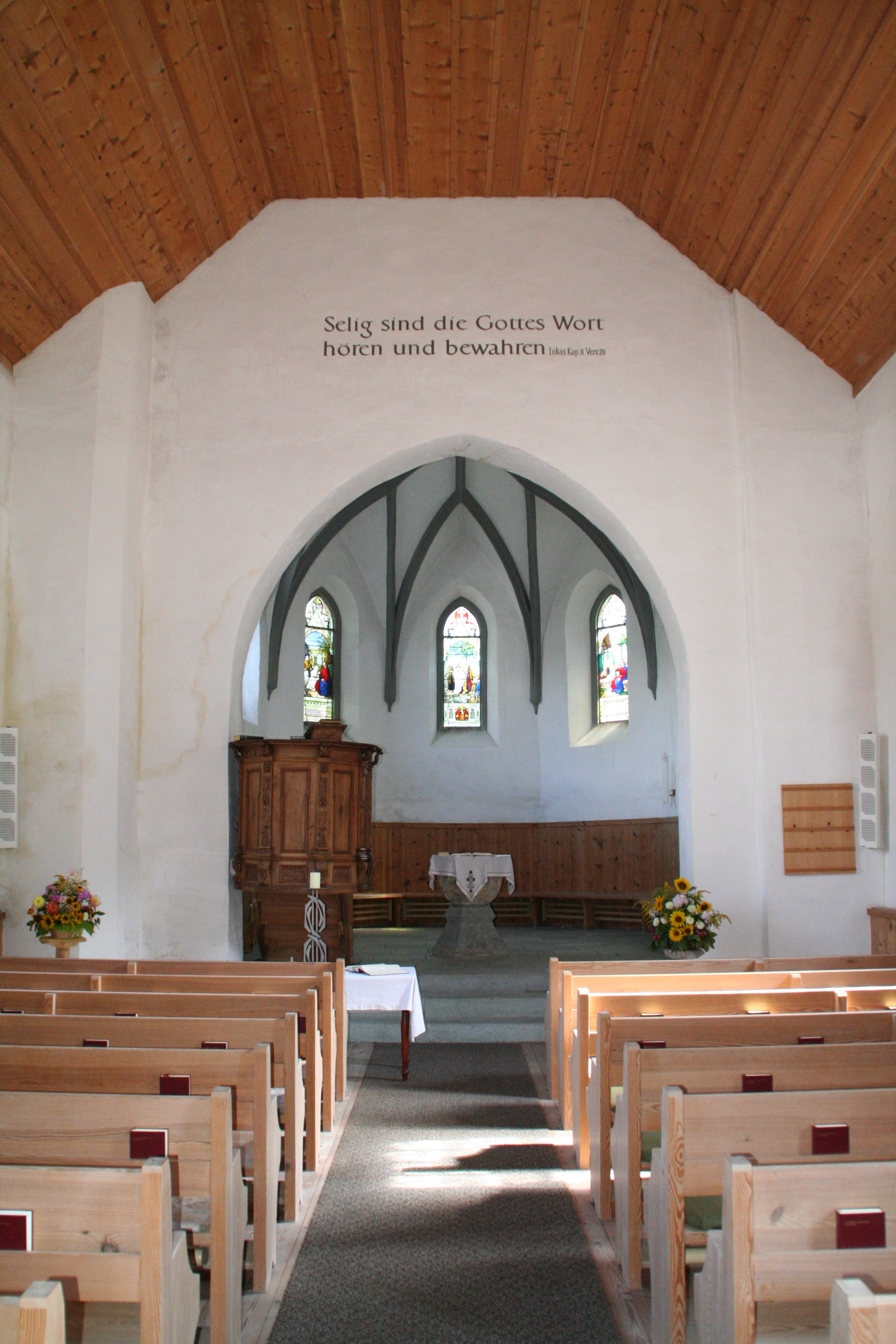
Innenraum der Kirche Valendas

Der Verein «Valendas Impuls» wurde 2004 gegründet. Er organisiert verschiedene Anlässe wie beispielsweise die Musiktage Valendas und setzt sich für eine nachhaltige Dorfentwicklung und Pflege des Dorfbildes ein.
- Unter Denkmalschutz steht die reformierte Dorfkirche.
- Ruine der Burg Valendas
- Das Jooshaus, ein Bauernhaus mit angebautem Stall und gemauertem Wohnturm, war seit 50 Jahren unbewohnt und kam 2010 durch eine Schenkung der Erbengemeinschaft an den Verein «Valendas Impuls». Die ältesten Teile gehen auf das 14. Jahrhundert zurück.
- Das Engihuus oberhalb des Brunnens stammt im Kern aus dem Jahr 1517. 2013/14 wurde das Haus von Gion A. Caminada zum «Gasthaus am Brunnen» umgestaltet und am 28. Juni 2014 eröffnet.[5]
- Das Untere Marchionhaus wurde vor 1681 in mehreren Bauphasen auf Vorgängerbauten errichtet.
- Der Holzbrunnen von Valendas gilt als einer der grössten Europas; das Original stammte aus dem Jahr 1760. 2011 wurde der Brunnen mit seinem 4,8 mal 12 Meter grossen Becken nach 30 Jahren letztmals ersetzt. Der Brunnen steht seit 1981 unter kantonalem Denkmalschutz.
- Neben dem Türalihus steht das Rothuus, das 1782 über zwei Vorgängerbauten erbaut wurde.
- Das Türalihus («Türmchenhaus») stand mehrere Jahrzehnte leer und drohte zu zerfallen. Renoviert wurde es unter Leitung der Architekten Capaul & Blumenthal, wofür er 2014 den «Hasen in Bronze» und 2017 die «Auszeichnung für gute Bauten Graubünden» erhielt.
- Erweiterung Bergschulhaus, 2001, Architekt: Curdin Michael[6]
- Aussichtsplattform Alix mit Blick in die Ruinaulta[7]
- Ehemaliges Schulhaus, 2016 restauriert von Nickisch Walder

## Bilder

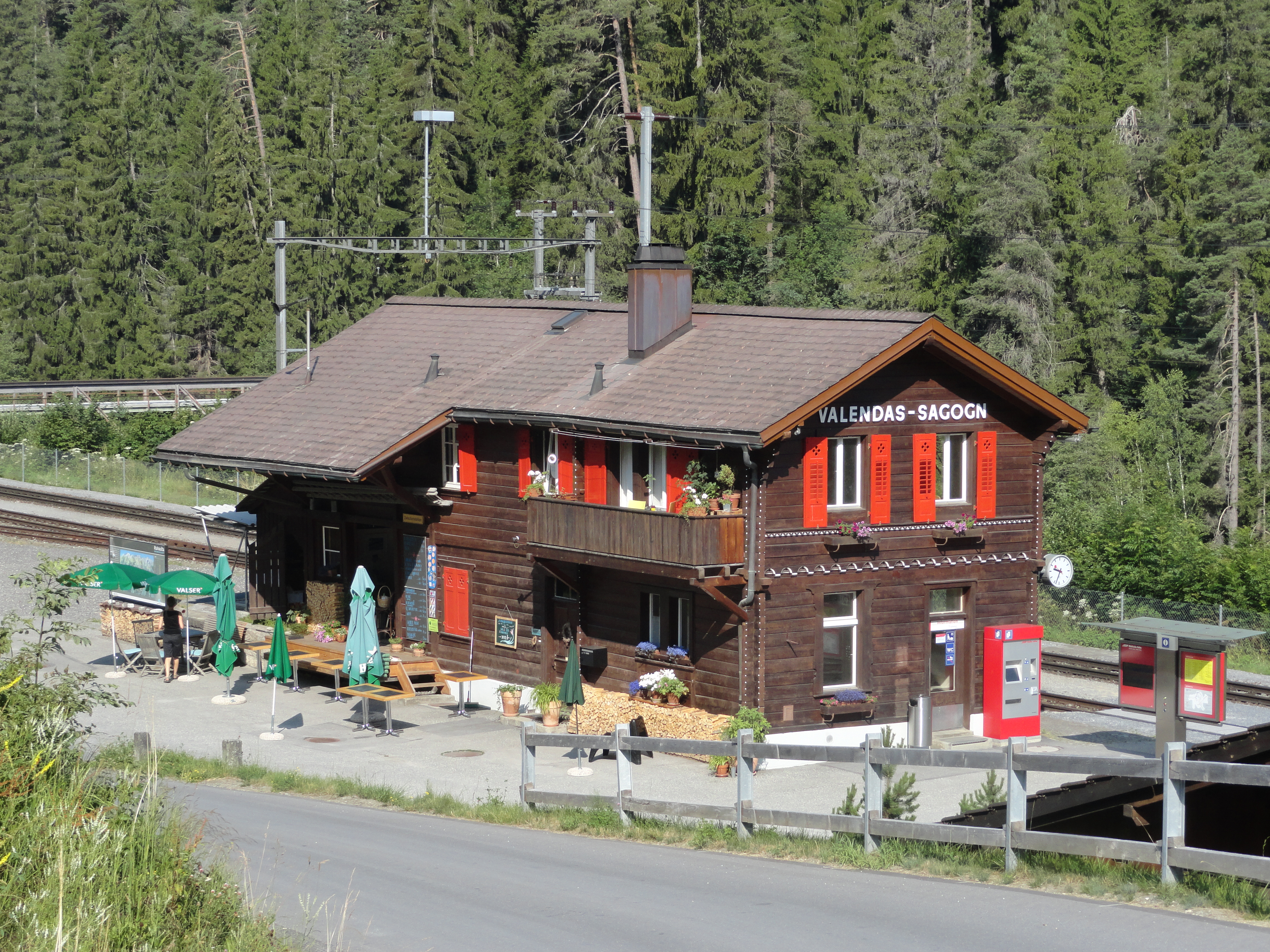
Bahnhof Valendas-Sagogn in der Ruinaulta
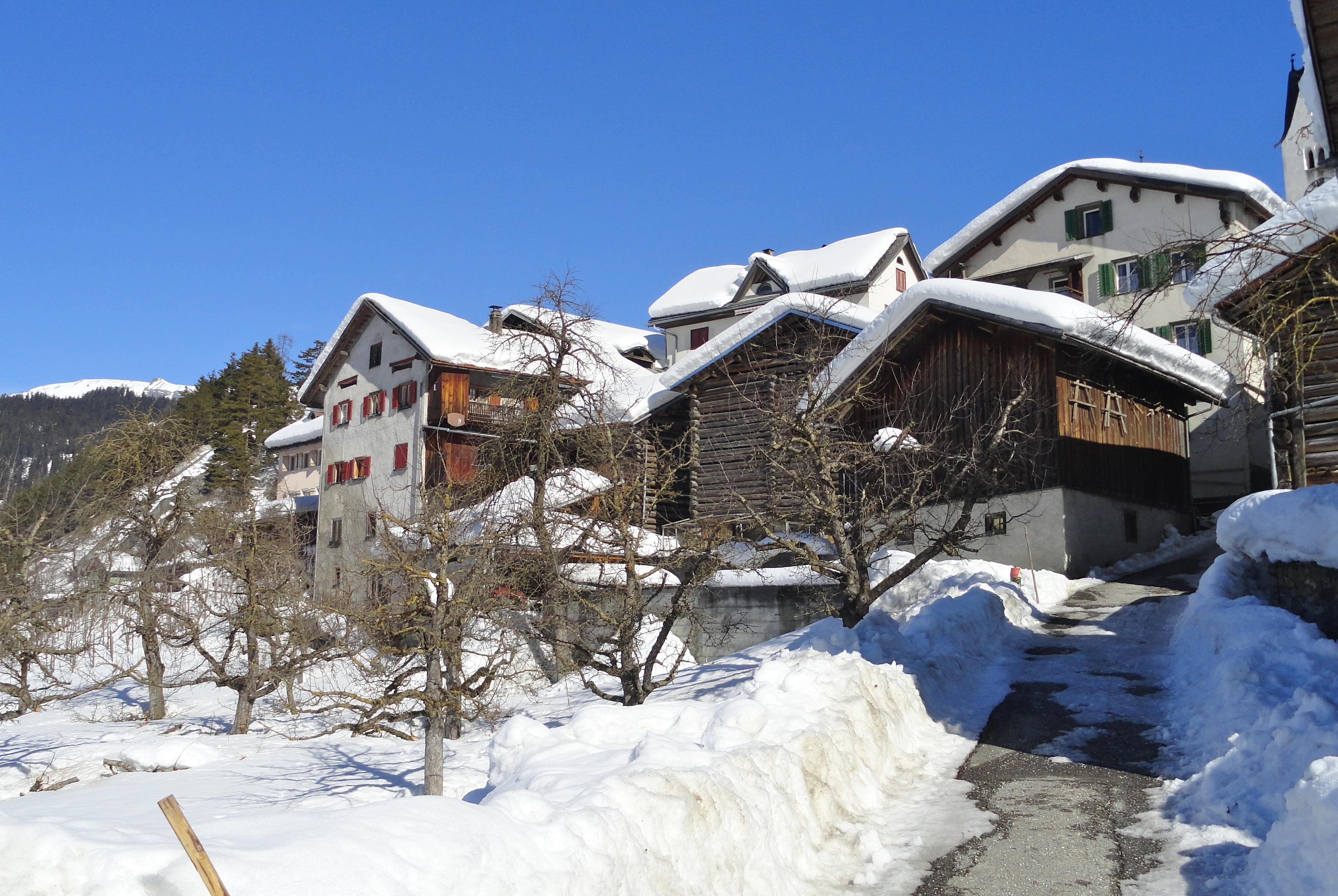
Dorfteil Fraissen
Bergsturz-Schlucht von zwischen Valendas und Versam. Bild von Leo Wehrli (1949)
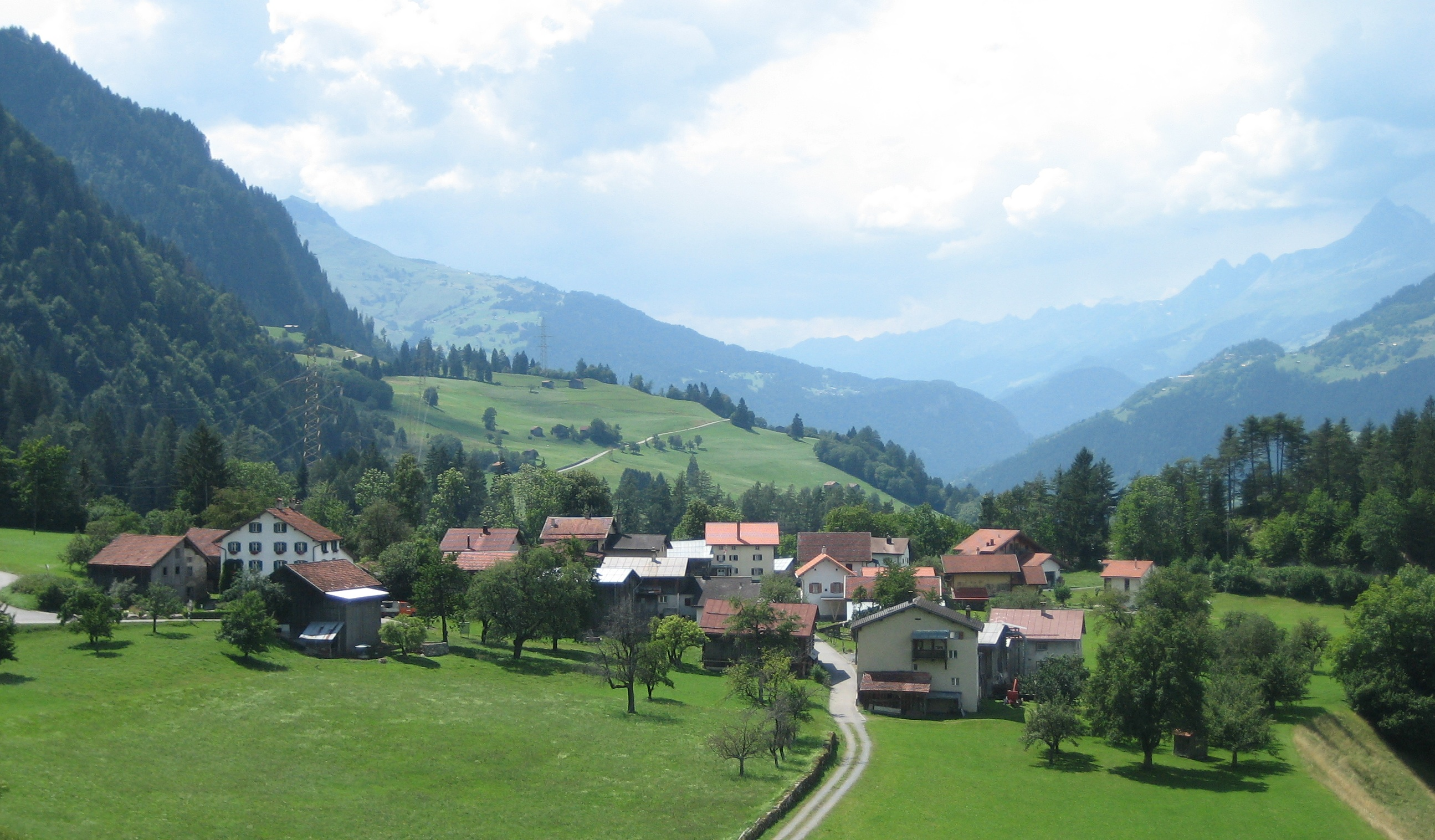
Valendas Carrera
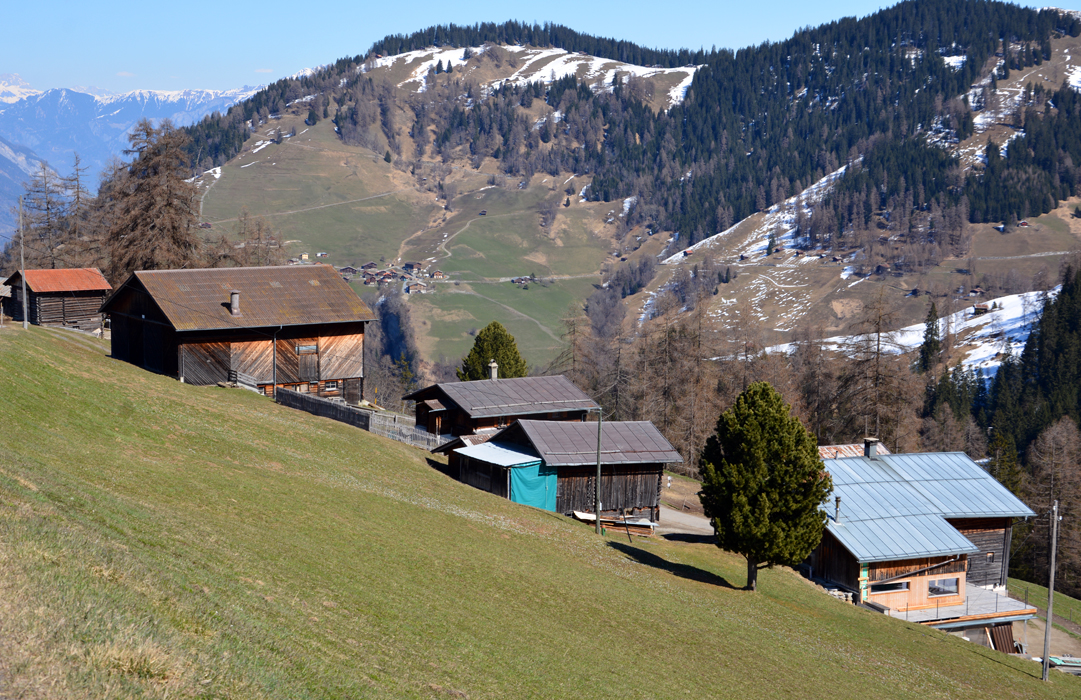
Vorderhof (Dutjen)
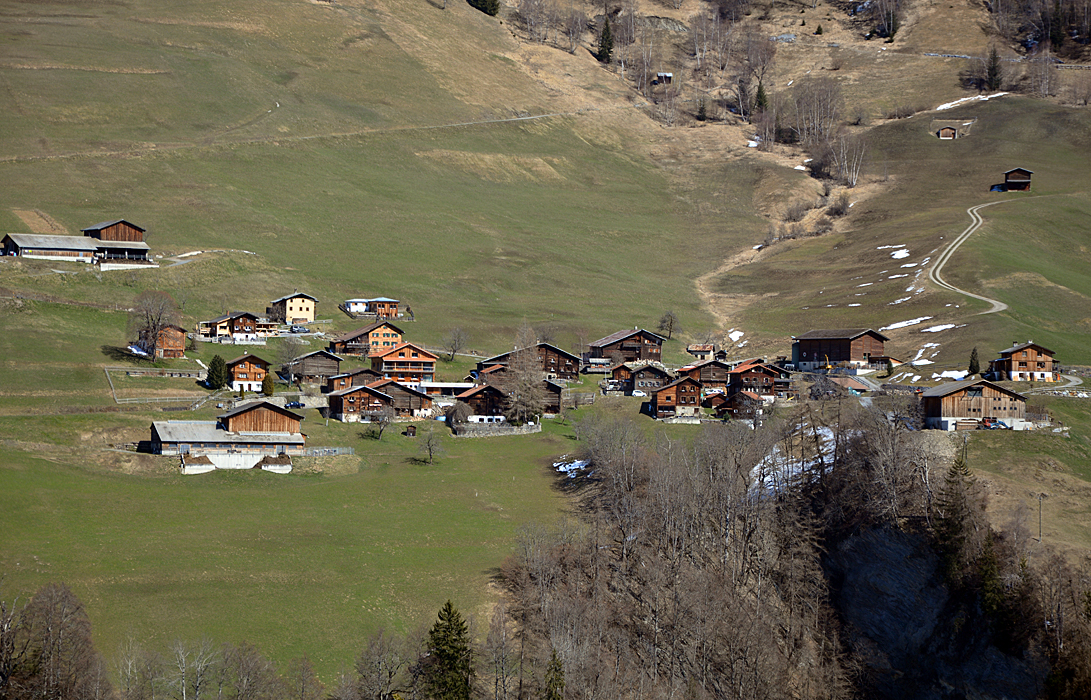
Der Weiler Brün